# 新津義雄
新津 義雄（にいつ よしお、旧姓：数間、1922年〈大正11年〉6月22日 - 2011年〈平成23年〉12月27日）は、日本の実業家。丸新グループ創立者・初代代表、テレビ新潟放送網第2代社長・最高顧問、新津記念館初代館長・理事長。

## 略歴
新潟県新潟市（現 新潟市中央区）に生まれ、新潟市旭町通1番町（現 新潟市中央区旭町通1番町）の新津石油創業者・新津恒吉の養子になった。
新潟師範学校附属小学校を経て、1940年（昭和15年）3月に新潟中学校を卒業、1942年（昭和17年）9月に新潟高等学校を半年繰り上げ卒業、1946年（昭和21年）9月に東北帝国大学法文学部法科を卒業。
1946年（昭和21年）10月に石油販売会社・丸新産業を創立し副社長に就任、1949年（昭和24年）5月に丸新石油を創立し社長に就任、同月に昭和石油監査役に就任、1972年（昭和47年）9月に新津石油を創立し社長に就任、1984年（昭和59年）5月に全国石油協会副会長に就任、1988年（昭和63年）6月にテレビ新潟放送網第2代社長に就任、1992年（平成4年）8月に父の新津恒吉が建てた迎賓館を新津記念館として開館し初代館長に就任。
敦井産業取締役、北陸ガス監査役、新潟日産モーター・日産サニー新潟販売・日産チェリー新潟販売取締役、新潟明訓高等学校理事長、新潟市教育委員会委員長、オークラホテル新潟取締役、新潟交通取締役、新潟商工会議所参与も務めた。
2011年（平成23年）12月27日午前0時12分に新潟市中央区女池神明の新潟南病院で心不全のため死去、89歳没。

## 業績
石油販売業のほか、運輸業、生活関連、ITなど、事業の多角化を進め、新潟県に根差した現在の丸新グループを作り上げた。

## 栄典・表彰
- 1944年（昭和19年）12月12日 - 紺綬褒章[17]
- 1961年（昭和36年）01月25日 - 紺綬褒章[18]
- 1977年（昭和52年）05月00 0 - 文部大臣表彰[19]
- 1984年（昭和59年）11月00 0 - 新潟県知事表彰[20]
- 1985年（昭和60年）04月29日 - 藍綬褒章[21]
- 1997年（平成09年）04月29日 - 勲五等双光旭日章[22]

## 友人
- 山城彬成 - 日本鋼管第10代社長。新潟師範学校附属小学校、新潟中学校、新潟高等学校の同級生で、家も近所で、よく一緒に遊んだ[23]。

## 親族
- 新津恒吉 - 養父、新津石油創業者。
- 敦井栄吉 - 岳父、敦井産業創業者。
- 数間由太郎 - 実父。
- 数間喜久 - 実母[要出典]。